# Denkendorf (Baden-Württemberg)
Denkendorf è un comune tedesco di 10 529 abitanti, situato nel land del Baden-Württemberg.

## Amministrazione

### Gemellaggi
- Meximieux, dal 1986